# Selecció de bàsquet dels Estats Units
La selecció de bàsquet dels Estats Units representa els Estats Units d'Amèrica en les competicions internacionals de bàsquet organitzades per la Federació Internacional de Bàsquet (FIBA) o pel Comité Olímpic Internacional (COI)
És considerada la millor selecció del món de la història per la quantitat de títols guanyats. Juntament amb la Selecció Argentina és l'única d'Amèrica en assolir la quàdruple corona de la FIBA: Campionat del Món (5 vegades), Campionat Olímpic (14), Campionat FIBA Amèricas (6) i Campionat Panamericà (8). Des del Dream Team de Barcelona l'any 1992, el títol olímpic se li va escapar només una vegada, a Atenes el 2004.

## Història
1936-1968 - Dominació dels primers jocs internacionals
Bressol del bàsquet, principal actor en el desenvolupament d'aquest esport, els Estats Units van tenir un avantatge definitiu sobre altres nacions durant les primeres trobades internacionals. Els nord-americans van dominar la primera edició del torneig olímpic de bàsquet que va tenir lloc a Berlín l'any 1936 en guanyar la medalla d'or sense perdre's. Amb un balanç de cinc victòries i cap derrota, van pujar al primer graó del podi, acompanyats dels seus dos veïns del continent americà: Canadà i Mèxic.
Els següents sis tornejos olímpics van veure com els nord-americans van guanyar l'or en cada edició, tot conservant la seva invencibilitat. No van concedir derrotes en tornejos celebrats a Londres, Hèlsinki, Melbourne, Roma, Tòquio i Ciutat de Mèxic. Aquestes competicions estaven reservades per a jugadors amateurs. No obstant això, durant aquest període, els equips nord-americans van presentar jugadors que es van convertir en grans estrelles de l'esport professional, com ara les llegendes Bill Russell, Oscar Robertson, Jerry West i Jerry Lucas.
Aquests tres últims formaven part de l'equip que va jugar a Roma el 1960 i que molts consideren el millor equip nord-americà abans de la formació del Dream Team el 1992.

### 1972 - Polèmiques als Jocs de Múnic
Els Estats Units van entrar al torneig olímpic de Munic el 1972 amb un balanç molt envejable de set medalles d'or consecutives, acumulant un total de 63 victòries i cap derrota. L'equip va guanyar els vuit primers partits del torneig de manera convincent, assegurant-se un lloc a la final contra l'URSS.
La final dels jocs de Múnic va ser sens dubte la trobada més controvertida de la història dels Jocs Olímpics. Els Estats Units també van patir la seva primera derrota en un partit olímpic. Quan faltaven tres segons, l'extrem nord-americà Doug Collins va anotar dos tirs lliures per posar els Estats Units per davant, 50-49. Tan bon punt es va anotar el segon xut de Doug Collins, l'equip soviètic es va afanyar a fer el servei, però el rellotge va ser aturat per un àrbitre mentre l'entrenador soviètic desafiava la taula d'anotadors. Els soviètics afirmen que van presentar un temps mort entre els dos llançaments, que els va deixar amb tres segons. Els àrbitres van decidir posar 3 segons enrere en el rellotge i repetir l'última acció. Malauradament, l'àrbitre va tornar a posar la pilota en joc abans que el rellotge es reiniciés a 3 segons. Els soviètics van intentar una passada llarga sense èxit, va sonar la sirena i els nord-americans van començar a celebrar la seva victòria.
En aquest moment, R. William Jones, el secretari de FIBA, va aparèixer per demanar als àrbitres que reiniciessin el rellotge una segona vegada a les 00:03 i que tornessin a jugar l'última acció del partit. Aquesta vegada, la passada llarga de l'equip soviètic va colpejar la marca. La passada d'Ivan Edeshko va ser atrapada per Aleksandr Belov a la línia de tir lliure nord-americà. Belov va superar a Kevin Joyce i Jim Forbes per girar per marcar la cistella guanyadora just abans que sonés la sirena.
L'equip nord-americà va presentar una protesta després del partit. Aleshores, un jurat de cinc homes va haver de prendre posició. Els tres vots dels membres del jurat del món comunista van donar raó a l'equip soviètic que va guanyar la seva primera medalla d'or olímpica.
Els jugadors de la selecció dels Estats Units es van negar a rebre la seva medalla de plata. Kenny Davis va anar més enllà en decidir incloure en el seu testament que no volia que els seus hereus acceptessin la medalla, ni tan sols pòstumament.

### 1976-1984 - Reconquesta de l'or olímpic amb un teló de fons de boicots
Després de la polèmica derrota a Múnic, l'equip nord-americà, entrenat per Dean Smith, va tornar a l'or olímpic el 1976, a Montreal, guanyant 7 vegades i sense encaixar cap derrota. Aquest èxit va portar el balanç de l'equip nord-americà a 78 victòries i 1 derrota.
La invasió de l'Afganistan per part de la Unió Soviètica va provocar que diversos països, inclosos els Estats Units, boicotessin els Jocs Olímpics de Moscou de 1980. L'equip nord-americà de 1980, però, va fer una gira pels Estats Units anomenada Gold Medal Series. Aquest equip, dirigit per Dave Gavitt, va jugar sis partits, cinc contra seleccions d'equips de l'NBA i l'últim contra l'equip dels Estats Units, campió olímpic dels jocs de Mont-real quatre anys abans. Formada per joves talents, entre els quals tres futurs jugadors de l'All-Star, Rolando Blackman, Buck Williams i Isiah Thomas, aquest últim també membre del Basketball Hall of Fame, aquesta selecció va aconseguir cinc victòries, inclosa la trobada contra els medallistes de 1976 en el marcador. del 81 al 77, per una pèrdua.
En resposta al boicot nord-americà de 1980, la majoria dels països del món comunista van boicotejar els Jocs Olímpics de Los Angeles de 1984. Michael Jordan va debutar en el torneig olímpic, vuit anys abans del naixement del primer Dream Team. Amb 17,1 punts per partit, Jordan va acabar el màxim golejador del seu equip, entrenat per Bobby Knight. Invictes, registrant vuit victòries, els Estats Units van guanyar una altra medalla d'or.

### 1988 - La venjança perduda contra els soviètics
Després de la derrota de 1972, els nord-americans, la plantilla dels quals inclou diverses futures estrelles de l'NBA com David Robinson i Mitch Richmond, Dan Majerle o Danny Manning, recentment nomenat MVP del Torneig de la NCAA i guanyador del títol nacional amb els Kansas Jayhawks, acaben de guanyar vint-i-una victòries olímpiques. A les semifinals, s'oposen a una selecció de l'URSS els principals jugadors de la qual són Kurtinaitis, Chomičius, Marčiulionis, Volkov. També pot comptar amb la presència d'Arvydas Sabonis, absent durant divuit mesos per una lesió al tendó d'Aquil·les. Els soviètics lideren durant tot el partit, amb una avantatge de deu punts al descans. Els nord-americans es van acostar diverses vegades però van perdre 82-76, amb 28 punts de Kurtinaitis i 13 punts i 13 rebots de Sabonis. L'equip dels EUA es va haver de conformar amb una medalla de bronze en aquells jocs després d'una victòria per 78–49 sobre els australians.

### 1992 - TheDream Team

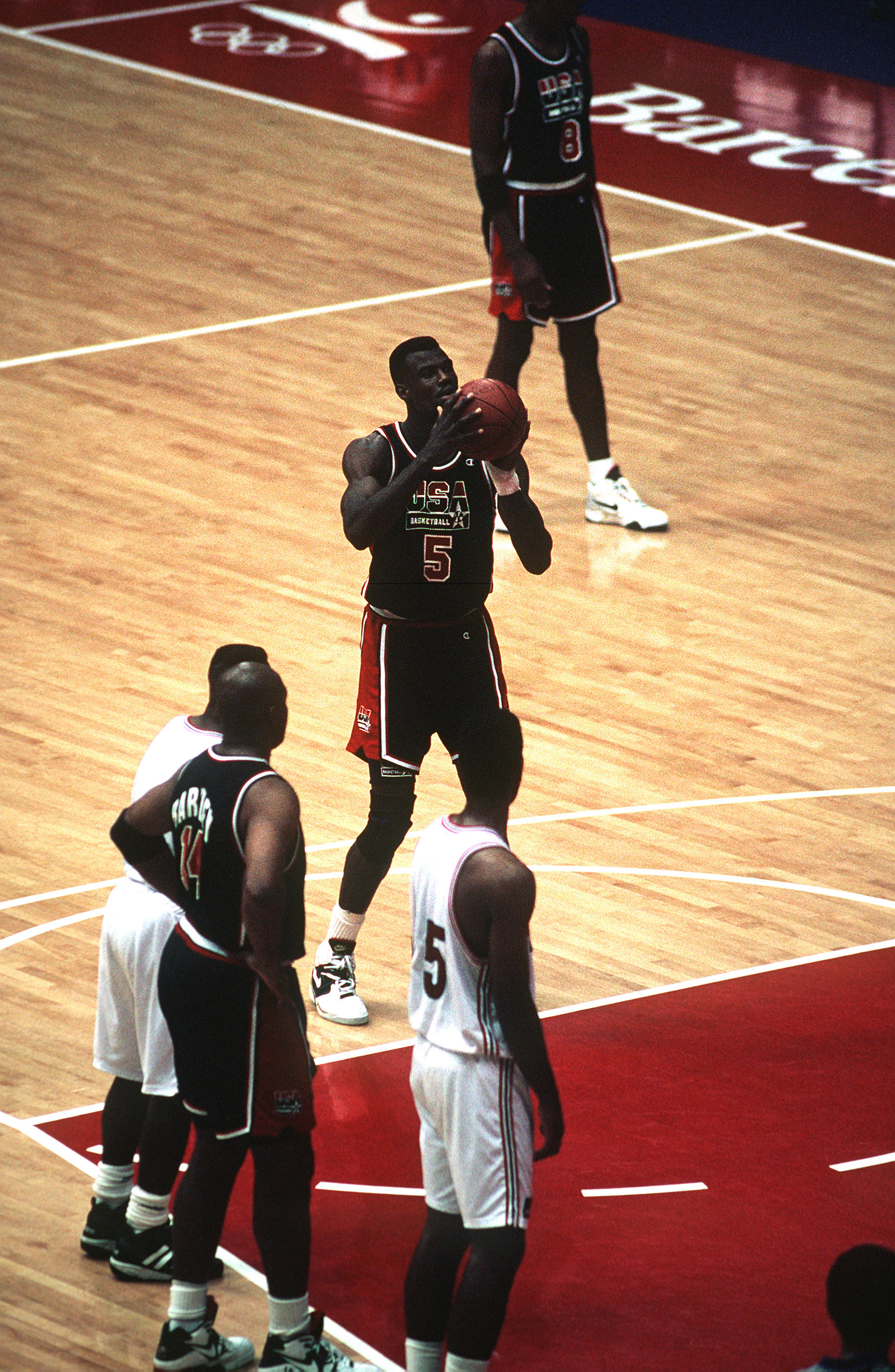
David Robinson contra Puerto Rico

En una reunió general excepcional el 6 d'abril de 1989, la Federació Internacional de Bàsquet va decidir obrir competicions internacionals als jugadors professionals per una vegada.
L'equip presentat pels Estats Units per al Bàsquet als Jocs Olímpics d'estiu de 1992 era potser la col·lecció de talent més famosa que mai havia reunit un equip esportiu. Entre els 12 jugadors de la plantilla americana, 10 apareixeran a la llista dels 50 millors jugadors de l'NBA, llista establerta l'any 1996 amb motiu del 50è aniversari de la lliga nord-americana.
| Cognom                 | Club                   |
| ---------------------- | ---------------------- |
| Charles Barkley        | Phoenix Suns           |
| Larry Bird             | Boston Celtics         |
| Clyde Drexler          | Portland Trail Blazers |
| Patrick Ewing          | New York Knicks        |
| Magic Johnson          | Los Angeles Lakers     |
| Michael Jordan         | Chicago Bulls          |
| Karl Malone            | Utah Jazz              |
| Scottie Pippen         | Chicago Bulls          |
| David Robinson         | San Antonio Spurs      |
| John Stockton          | Utah Jazz              |
| Chris Mullin           | Golden State Warriors  |
| Christian Laettner     | Duke University        |
| Entrenador: Chuck Daly | Detroit Pistons        |

L'equip nord-americà es va enfrontar a Angola en el partit inaugural del torneig olímpic. Barkley va anotar 24 punts en el partit que va veure els Estats Units imposar-se 116-48. Barkley va destacar per donar un cop d'ull a un jugador angolès, un jugador que li va retornar més de 20 quilos.
El següent partit va enfrontar el Dream Team a un talentós equip de Croàcia. Jordan, amb 21 punts, va portar els americans a una gran victòria (103-70). Els Estats Units van registrar llavors una victòria contra Alemanya amb una bona actuació de Larry Bird (19 punts) i Karl Malone (18). Aleshores, set jugadors nord-americans van anotar més de deu punts en la victòria 127-83 contra el Brasil. En aquest partit, Barkley estableix el nou rècord de punts per a un jugador nord-americà en selecció amb 30 unitats. L'últim partit del grup va veure que el Dream Team va guanyar Espanya i, de nou, de manera espectacular amb un marcador de 122–81.
En els quarts de final, els Estats Units es van enfrontar a l'equip de Puerto Rico amb una victòria per 115-77. La semifinal va acabar amb una aclaparadora victòria del Dream Team sobre l'equip lituana per 127-76. Nou jugadors nord-americans van anotar més de deu punts. La final va ser el partit més dur del torneig per al Dream Team que va guanyar per 32 punts, 117-85, contra Croàcia.
Amb una diferència mitjana de 43 punts per partit, l'equip nord-americà va arrasar la competició al llarg d'aquest torneig.

### 1994 - TheDream Team2
| Cognom                 | Club                  |
| ---------------------- | --------------------- |
| Steve Smith            | Miami Heat            |
| Shaquille O'Neal       | Orlando Magic         |
| Reggie Miller          | Indiana Pacers        |
| Dominique Wilkins      | Atlanta Hawks         |
| Joe Dumars             | Detroit Pistons       |
| Alonzo Mourning        | Charlotte Hornets     |
| Mark Prize             | Cleveland Cavaliers   |
| Shawn Kemp             | Seattle SuperSonics   |
| Dan Majerle            | Phoenix Suns          |
| Derrick Coleman        | Brooklyn Nets         |
| larry johnson          | New Orleans Pelicans  |
| Kevin Johnson          | Phoenix Suns          |
| Entrenador: Don Nelson | Golden State Warriors |

El segon Dream Team va competir al Campionat del Món de 1994 a Toronto, Canadà. La plantilla va ser totalment renovada amb l'objectiu de presentar jugadors diferents dels presents a Barcelona l'any 1992. El Dream Team 2 tenia pocs noms tan prestigiosos com la seva germana gran, el Dream Team 1, però va saber ser igual de formidable. Compost per joves talents de l'NBA, va guanyar la medalla d'or en ser dominant durant tota la competició.
Quatre jugadors d'aquesta selecció tornaran a competir als Jocs Olímpics, Shaquille O Neal i Reggie Miller el 1996 amb el dream team 3, després Steve Smith i Alonzo Mourning el 2000 als Jocs Olímpics de Sydney. Hi ha 5 futurs membres del Saló de la Fama en aquesta selecció: Shaq O'Neal, Reggie Miller, Joe Dumars, Do Wilkins i Zo Mourning. L'entrenador Don Nelson també és membre del Saló de la Fama.

### 1996 - TheDream Team3
El tercer equip nord-americà format per jugadors de l'NBA va competir als Jocs Olímpics d'Atlanta de 1996. De nou, no falten estrelles i futurs membres del saló de la fama a la llista, amb cinc membres del Dream Team 1 (Barkley, Malone, Pippen, Robinson i Stockton) i dos jugadors més votats entre els 50 millors jugadors de l'NBA.: Hakeem Olajuwon i Shaquille O'Neal.
Els Estats Units van tornar a guanyar la medalla d'or guanyant amb un marge mitjà de 32 punts per partit. Van guanyar a la final, davant del seu públic local, contra Iugoslàvia amb un resultat de 95 a 69. L'únic membre d'aquesta selecció que competirà en els següents Jocs Olímpics serà Gary Payton (saló de la fama). Trobem a la selecció americana altres 3 futurs membres del Saló de la fama: Reggie Miller, Grant Hill i Mitch Richmond. L'últim membre d'aquest equip és Penny Hardaway, companya de Shaquille O'Neal als Orlando Magic.

### 1998 -Bloqueigde l'NBA
L'equip nord-americà que va participar en el Campionat del Món d'Atenes el 1998 no es considerava un Dream Team perquè cap jugador de la plantilla jugava a l'NBA en aquell moment. Es diu l'equip «la dotzena bruta» (en referència a la pel·lícula Els dotze del patíbul) perquè els seus jugadors són molt tenaços i no dubten a treballar molt pel bé del col·lectiu.
A causa d'una disputa entre la Unió de Jugadors de l'NBA i la direcció de la Lliga Americana que porta al tancament, cap jugador de l'NBA no pot participar en el Torneig Mundial. Aquest equip de «segones figures», format per jugadors que jugaven a la universitat, a les lligues menors americanes i a Europa, va guanyar, de totes maneres, una medalla de bronze molt honorable.
Després d'aquest torneig, Brad Miller resulta ser l'únic jugador de la plantilla que ha guanyat realment a l'NBA.

### 2000 - Victòria ajustada a Sydney
Durant la dècada de 1990, cada cop més jugadors no nord-americans van deixar la seva empremta a l'NBA. En aquest context de globalització del bàsquet, l'equip nord-americà participant als Jocs Olímpics de Sydney l'any 2000 va tenir la difícil tasca de demostrar que el bàsquet fet als EUA continuava sent el millor. La plantilla torna a estar formada per jugadors de l'NBA, però la majoria de les estrelles declinen l'oferta.
L'equip entrenat per Rudy Tomjanovich va guanyar fàcilment els seus dos primers partits, però després va trobar més dificultats. El partit de grups contra Lituània va acabar amb una victòria ajustada 85-76. Dos partits més tard, en la victòria per 106–94 sobre França, Vince Carter aconsegueix el que alguns consideren la més gran esmaixada de tots els temps saltant per sobre de 2,18 m el francès Frédéric Weis.
La semifinal contra Lituània va resultar molt ajustada. Els Estats Units van guanyar el partit 85-83, amb l'estrella lituana Šarūnas Jasikevičius errant un tir de 3 punts a l'últim segon del partit. Al final, els nord-americans encara van recuperar l'or olímpic en guanyar 85-75 a la final contra França.
Tot i que els Estats Units segueixen invictes en aquest torneig, la sensació d'invencibilitat ha desaparegut i sembla que diversos equips internacionals poden competir.
Només Jason Kidd tornarà a les files de l'equip dels EUA als Jocs Olímpics del 2008 a Pequín.

### 2002 - Home flop
L'equip nord-americà de 2002 participa al campionat del món de 2002 organitzat als Estats Units, a Indianapolis. Encara més marcadament que l'any 2000, les superestrelles de l'NBA eviten aquest campionat. La plantilla segueix formada per jugadors sòlids de l'NBA.
Entrenat per George Karl, l'equip va ser extremadament decebedor, acabant només en sisena posició després de la derrota davant Iugoslàvia als quarts de final. Aquesta desastrosa campanya es considera la pitjor derrota de l'equip dels Estats Units.

### 2004 - Desil·lusions olímpiques
Sentint-se humiliats pel trist resultat del 2002, moltes estrelles de l'NBA decideixen formar part de l'equip olímpic del 2004. El Torneig de les Amèriques de 2003, un classificat per als Jocs Olímpics, va veure com els nord-americans van guanyar el seu bitllet per als Jocs Olímpics d'Atenes l'any següent.
Malauradament, el cos de l'equip dominant del 2003 no es pot salvar per al torneig olímpic. Per diferents motius, 10 dels 12 membres de l'equip renuncien a participar en la competició. La llista final compta amb joves talents de l'NBA com LeBron James, Dwyane Wade i Carmelo Anthony, així com els recents jugadors de l'NBA Tim Duncan i Allen Iverson.
Després de patir en els diferents partits de preparació, l'equip nord-americà confirma la seva vulnerabilitat en la derrota en el primer partit del torneig olímpic d'Atenes 92-73 davant el veí Puerto Rico. Aquesta derrota és només la tercera en la història de l'equip dels Estats Units als Jocs Olímpics, després de les dues derrotes contra els soviètics el 1972 i el 1988. Però és sobretot la primera derrota d'un equip de jugadors de l'NBA. Aquesta gran derrota (19 punts de diferència) confirma el progrés del bàsquet internacional, que ara pot competir amb jugadors nord-americans.
Després de derrotar a Grècia i Austràlia, els Estats Units van patir una segona derrota, aquesta vegada contra Lituània. Una victòria en l'últim partit de la primera volta contra Angola permet als nord-americans classificar-se per als quarts de final en quedar quarts del seu grup (rècord de tres victòries i dues derrotes).
Els quarts de final van ser un èxit per als Estats Units, que van derrotar a Espanya, encara invicta, per 102-94. Tanmateix, l'aventura nord-americana acaba a semifinals, derrotada per l'Argentina per 89-81. És la tercera vegada que els nord-americans deixen caure la medalla d'or, però la primera per a un equip format per jugadors de l'NBA.
Abans de l'inici d'aquest torneig, els Estats Units només havien perdut dos jocs olímpics en la seva història. Van perdre tres vegades en aquest torneig.

### 2006-2008 - The "Redeem Team" (Objectiu Beijing)

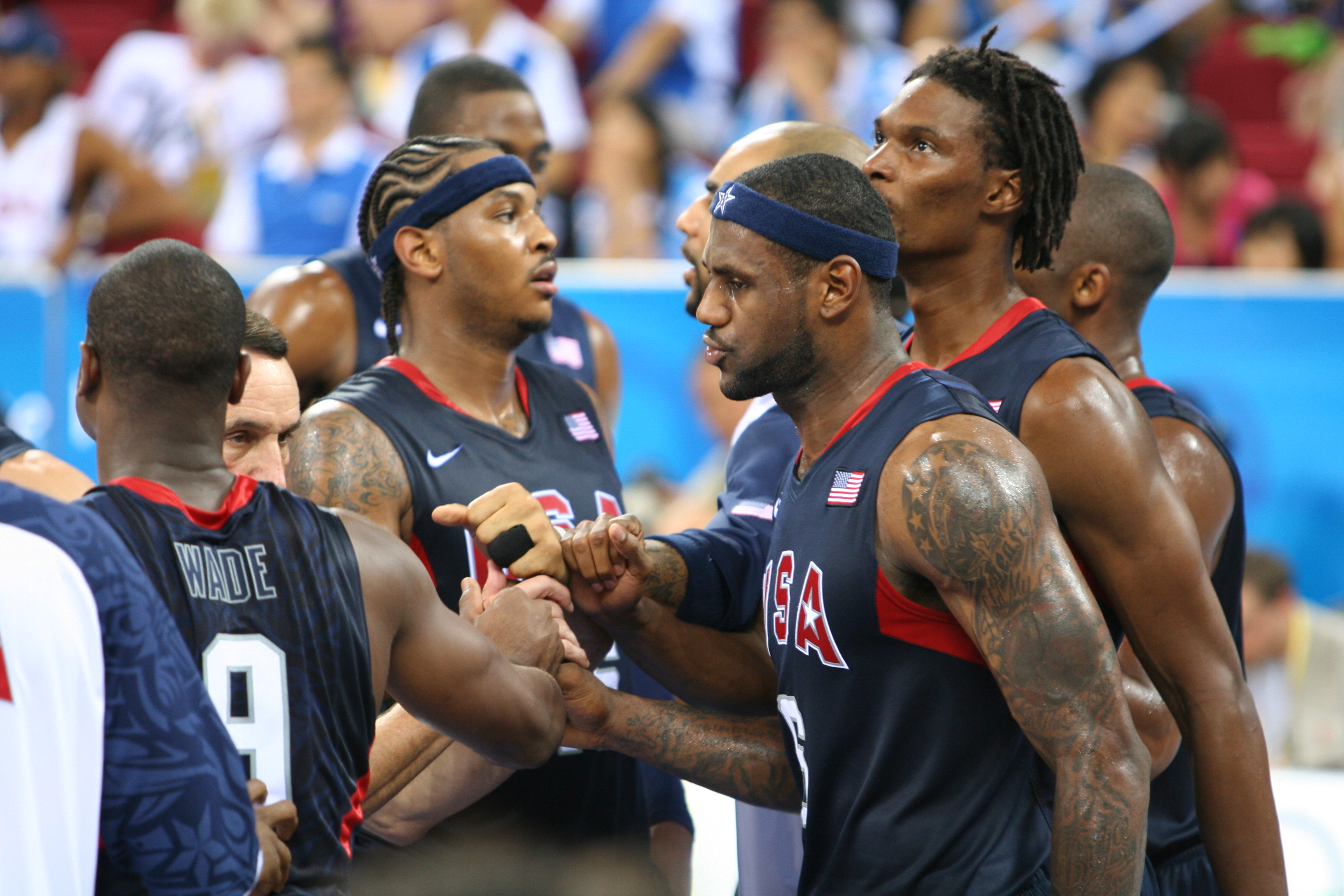
L'equip dels Estats Units amb LeBron James, Dwyane Wade i Chris Bosh en particular va guanyar el torneig olímpic el 2008.

Després de les decepcions del 2002 i el 2004, els Estats Units van decidir canviar la seva manera de preparar-se per a les competicions internacionals. Jerry Colangelo, un brillant entrenador de l'NBA, és fitxat per fer-se càrrec de l'equip. Va establir regles de procediment més estrictes en exigir als jugadors que s'apuntessin durant tres anys, fins als Jocs Olímpics de Pequín el 2008.
El personal seleccionat és Mike Krzyzewski, entrenador de la Universitat de Duke, amb Jim Boeheim de la Universitat de Syracuse com a assistents, Mike D'Antoni dels Phoenix Suns i Nate McMillan dels Portland Trail Blazers. Mentre que alguns jugadors dominants de l'NBA com Kevin Garnett van anunciar que no participarien, altres estrelles es van unir oficialment al projecte, com Kobe Bryant, Dwyane Wade i LeBron James. Allen Iverson, capità de l'equip de 2004, no és convidat. Dwyane Wade, LeBron James i Carmelo Anthony van ser nomenats cocapitans de l'equip dels EUA per al Campionat del Món de 2006 al Japó.
L'equip s'aconsegueix fàcilment un lloc a les semifinals superant els seus oponents per una mitjana de 25 punts per partit. Tanmateix, a la semifinal, contra Grècia, vigent campiona d'Europa, els nord-americans van patir una derrota per 101-95. La defensa dels EUA en aquest enfrontament és extremadament passiva, permetent a l'equip de Grècia tirar més de 62 % d'èxit. Aquesta nova decepció representa el tercer fracàs consecutiu de l'equip dels Estats Units a les reunions internacionals després del 2002 i el 2004. Una victòria contra els argentins, que els van vèncer el 2002 i el 2004, encara permet recuperar el bronze del Japó.
El 23 de maig de 2007, set jugadors de l'equip nord-americà van haver de renunciar a participar en el Torneig de les Amèriques, disputat l'estiu de 2007, a causa de les lesions. Aquests jugadors són Gilbert Arenas, Joe Johnson, Brad Miller, Lamar Odom, Chris Paul, Paul Pierce i Dwyane Wade. Així, s'incorporen vuit nous jugadors a la plantilla de la selecció. Aquests últims són Carlos Boozer, Tyson Chandler, Kevin Durant, Jason Kidd, Mike Miller, Tayshaun Prince, Michael Redd i Deron Williams.
El 24 d'agost de 2008, els Estats Units van vèncer Espanya a la final del torneig olímpic per un resultat de 118 a 107. L'equip dels EUA, la plantilla del qual inclou Carmelo Anthony, Carlos Boozer, Kobe Bryant, Chris Bosh, Dwight Howard, LeBron James, Jason Kidd, Chris Paul, Tayshaun Prince, Michael Redd, Deron Williams i Dwyane Wade, guanya tots els partits del torneig.

### 2010 - A "equip B "Campió del món
Els Estats Units alineen un segon equip per al Mundial, ja que no hi participa cap jugador de l'equip dels Jocs del 2008.
No obstant això, per sorpresa de tots, l'equip va acabar el torneig invicte (9 victòries) i va guanyar la final contra Turquia, que, tanmateix, jugava a casa, però que va haver de fer front a la lesió del seu millor jugador des del 8. (81-64). Gran artífex d'aquest recorregut impecable, el jove extrem Kevin Durant va ser escollit millor jugador del torneig.
A més, l'experiència internacional haurà estat beneficiosa per a molts jugadors d'aquesta selecció ja que Derrick Rose serà nomenat la temporada següent com a MVP més jove de la història de l'NBA, Kevin Durant novament màxim golejador, Kevin Love serà el millor rebotedor i Tyson Chandler. ser campió de l'NBA amb els Dallas Mavericks.

### 2012 - Títol olímpic a Londres
Dirigit per l'entrenador Mike Krzyzewski, l'equip nord-americà format per LeBron James, Kevin Durant, Kobe Bryant, Chris Paul, James Harden, Andre Iguodala, Anthony Davis, Carmelo Anthony, Deron Williams, Russell Westbrook, Kevin Love i Tyson Chandler, va a la conquesta d'un nou títol olímpic.
Per al partit inaugural del grup A, l'equip dels EUA va marxar literalment sobre l'equip francès dirigit per Tony Parker amb una victòria final de 98 a 71 amb un segon quart devastador. També van guanyar els quatre partits següents del grup amb força facilitat contra Tunísia (110-63), Nigèria (156-73), Lituània (99-94) i Argentina (126-97). En els quarts de final, l'equip dels EUA va dominar fàcilment Austràlia amb un marcador de 119 a 86. Va trobar l'Argentina a les semifinals i va guanyar 109-83.
Els americans van guanyar la final contra Espanya en una final molt indecisa amb un resultat de 107 a 100 i van aconseguir la medalla d'or olímpica, 4 anys després de la de Pequín.

## Resultats per competició
| Competició         | Seu                           | Lloc         | Entrenador            | Jugats | Guanyats | Perduts | %    | Acumulat competició | Acumulat competició | Acumulat competició | Acumulat competició | Acumulat | Acumulat | Acumulat | Acumulat |
| Competició         | Seu                           | Lloc         | Entrenador            | Jugats | Guanyats | Perduts | %    | J                   | G                   | P                   | %                   | J        | G        | P        | %        |
| ------------------ | ----------------------------- | ------------ | --------------------- | ------ | -------- | ------- | ---- | ------------------- | ------------------- | ------------------- | ------------------- | -------- | -------- | -------- | -------- |
| Jocs Olímpics 1936 | Berlin                        | Campiona     | Jimmy Needles         | 5      | 5        | 0       | 100% | 5                   | 5                   | 0                   | 100%                | 5        | 5        | 0        | 100%     |
| Jocs Olímpics 1948 | Londres                       | Campiona     | Omar Browning         | 8      | 8        | 0       | 100% | 13                  | 13                  | 0                   | 100%                | 13       | 13       | 0        | 100%     |
| Mundobàsquet 1950  | Argentina                     | Subcampiona  | Gordon Carpenter      | 6      | 5        | 1       | 83%  | 6                   | 5                   | 1                   | 83%                 | 19       | 18       | 1        | 95%      |
| Panamericà 1951    | Buenos Aires                  | Campiona     | John Longfellow       | 6      | 6        | 0       | 100% | 6                   | 6                   | 0                   | 100%                | 25       | 24       | 1        | 96%      |
| Jocs Olímpics 1952 | Helsinki                      | Campiona     | Warren Womble         | 8      | 8        | 0       | 100% | 21                  | 21                  | 0                   | 100%                | 33       | 32       | 1        | 97%      |
| Mundobàsquet 1954  | Brasil                        | Campiona     | Warren Womble         | 9      | 9        | 0       | 100% | 15                  | 14                  | 1                   | 94%                 | 42       | 41       | 1        | 98%      |
| Panamericà 1955    | Mèxic                         | Campiona     | Norman Pilgrim        | 5      | 4        | 1       | 80%  | 11                  | 10                  | 1                   | 91%                 | 47       | 45       | 2        | 96%      |
| Jocs Olímpics 1956 | Melbourne                     | Campiona     | Nigel Gall            | 8      | 8        | 0       | 100% | 29                  | 29                  | 0                   | 100%                | 55       | 53       | 2        | 96%      |
| Mundobàsquet 1959  | Xile                          | Subcampiona  | Charles Bennett       | 9      | 7        | 2       | 78%  | 24                  | 21                  | 3                   | 88%                 | 64       | 60       | 4        | 94%      |
| Panamericà 1959    | Chicago                       | Campiona     | Fred Schaus           | 6      | 6        | 0       | 100% | 17                  | 16                  | 1                   | 94%                 | 70       | 66       | 4        | 94%      |
| Jocs Olímpics 1960 | Roma                          | Campiona     | Pete Newell           | 8      | 8        | 0       | 100% | 37                  | 37                  | 0                   | 100%                | 78       | 74       | 4        | 95%      |
| Panamericà 1963    | Sao Paulo                     | Campiona     | Garland F. Pinholster | 6      | 6        | 0       | 100% | 23                  | 22                  | 1                   | 96%                 | 84       | 80       | 4        | 95%      |
| Mundobàsquet 1963  | Brasil                        | Quarta       | Garland F. Pinholster | 9      | 6        | 3       | 67%  | 33                  | 27                  | 6                   | 82%                 | 93       | 86       | 7        | 92%      |
| Jocs Olímpics 1964 | Tokio                         | Campiona     | Henry Iba             | 9      | 9        | 0       | 100% | 46                  | 46                  | 0                   | 100%                | 102      | 95       | 7        | 93%      |
| Mundobàsquet 1967  | Uruguai                       | Cinquena     | Hal Fischer           | 9      | 7        | 2       | 78%  | 42                  | 34                  | 8                   | 81%                 | 111      | 102      | 9        | 92%      |
| Panamericà 1967    | Winnipeg                      | Campiona     | Hal Fischer           | 9      | 9        | 0       | 100% | 32                  | 31                  | 1                   | 97%                 | 120      | 111      | 9        | 93%      |
| Jocs Olímpics 1968 | Mèxic                         | Campiona     | Henry Iba             | 9      | 9        | 0       | 100% | 55                  | 55                  | 0                   | 100%                | 129      | 120      | 9        | 93%      |
| Mundobàsquet 1970  | Iugoslàvia                    | Cinquena     | Hal Fischer           | 9      | 6        | 3       | 67%  | 51                  | 40                  | 11                  | 78%                 | 138      | 126      | 12       | 91%      |
| Panamericà 1971    | Cali                          | Setena       | Jim Gudger            | 3      | 2        | 1       | 67%  | 35                  | 33                  | 2                   | 94%                 | 141      | 128      | 13       | 91%      |
| Jocs Olímpics 1972 | Munich                        | Subcampiona  | Henry Iba             | 9      | 8        | 1       | 89%  | 64                  | 63                  | 1                   | 98%                 | 150      | 136      | 14       | 91%      |
| Mundobàsquet 1974  | Puerto Rico                   | Tercera      | Gene Bartow           | 10     | 6        | 4       | 60%  | 61                  | 46                  | 15                  | 75%                 | 160      | 142      | 18       | 89%      |
| Panamericà 1975    | Mèxic                         | Campiona     | Marv Harshman         | 9      | 9        | 0       | 100% | 44                  | 42                  | 2                   | 95%                 | 169      | 151      | 18       | 89%      |
| Jocs Olímpics 1976 | Montreal                      | Campiona     | Dean Smith            | 7      | 7        | 0       | 100% | 71                  | 70                  | 1                   | 99%                 | 176      | 158      | 18       | 90%      |
| Mundobàsquet 1978  | Filipines                     | Cinquena     | Bill Oates            | 10     | 9        | 1       | 90%  | 71                  | 55                  | 16                  | 77%                 | 186      | 167      | 19       | 90%      |
| Panamericà 1979    | San Juan                      | Campiona     | Bob Knight            | 9      | 9        | 0       | 100% | 53                  | 51                  | 2                   | 96%                 | 195      | 176      | 19       | 90%      |
| FIBA Amèricas 1980 | Puerto Rico                   | No participà |                       |        |          |         |      |                     |                     |                     |                     |          |          |          |          |
| Jocs Olímpics 1980 | Moscou                        | No participà |                       |        |          |         |      |                     |                     |                     |                     |          |          |          |          |
| Mundobàsquet 1982  | Colòmbia                      | Subcampiona  | Bob Weltlich          | 9      | 7        | 2       | 78%  | 80                  | 62                  | 18                  | 78%                 | 204      | 183      | 21       | 90%      |
| Panamericà 1983    | Caracas                       | Campiona     | Jack Hartman          | 8      | 8        | 0       | 100% | 61                  | 59                  | 2                   | 97%                 | 212      | 191      | 21       | 90%      |
| FIBA Amèricas 1984 | Brasil                        | No participà |                       |        |          |         |      |                     |                     |                     |                     |          |          |          |          |
| Jocs Olímpics 1984 | Los Angeles                   | Campiona     | Bob Knight            | 8      | 8        | 0       | 100% | 79                  | 78                  | 1                   | 99%                 | 220      | 199      | 21       | 90%      |
| Mundobàsquet 1986  | Espanya                       | Campiona     | Lute Olson            | 10     | 9        | 1       | 90%  | 90                  | 71                  | 19                  | 79%                 | 230      | 208      | 22       | 90%      |
| Panamericà 1987    | Indianàpolis                  | Subcampiona  | Denny Crum            | 7      | 6        | 1       | 86%  | 68                  | 65                  | 3                   | 96%                 | 237      | 214      | 23       | 90%      |
| FIBA Amèricas 1988 | Uruguai                       | No participà |                       |        |          |         |      |                     |                     |                     |                     |          |          |          |          |
| Jocs Olímpics 1988 | Seül                          | Tercera      | John Thompson         | 8      | 7        | 1       | 88%  | 87                  | 85                  | 2                   | 98%                 | 245      | 221      | 24       | 90%      |
| FIBA Amèricas 1989 | Mèxic                         | Subcampiona  | Bobby Cremins         | 8      | 6        | 2       | 75%  | 8                   | 6                   | 2                   | 75%                 | 253      | 227      | 26       | 90%      |
| Mundobàsquet 1990  | Argentina                     | Tercera      | Mike Krzyzewski       | 8      | 6        | 2       | 75%  | 98                  | 77                  | 21                  | 79%                 | 261      | 233      | 28       | 89%      |
| Panamericà 1991    | La Havana                     | Tercera      | Gene Keady            | 7      | 6        | 1       | 86%  | 75                  | 71                  | 4                   | 96%                 | 268      | 239      | 29       | 89%      |
| FIBA Amèricas 1992 | Estats Units                  | Campiona     | Chuck Daly            | 6      | 6        | 0       | 100% | 14                  | 12                  | 2                   | 86%                 | 274      | 245      | 29       | 89%      |
| Jocs Olímpics 1992 | Barcelona                     | Campiona     | Chuck Daly            | 8      | 8        | 0       | 100% | 95                  | 93                  | 2                   | 98%                 | 282      | 253      | 29       | 90%      |
| FIBA Amèricas 1993 | Puerto Rico                   | Campiona     | Mike Thibault         | 7      | 6        | 1       | 84%  | 21                  | 18                  | 3                   | 86%                 | 289      | 259      | 30       | 90%      |
| Mundobàsquet 1994  | Canadà                        | Campiona     | Don Nelson            | 8      | 8        | 0       | 100% | 106                 | 85                  | 21                  | 80%                 | 297      | 267      | 30       | 90%      |
| Panamericà 1995    | Mar del Plata                 | Subcampiona  | Mike Thibault         | 7      | 4        | 3       | 57%  | 82                  | 75                  | 7                   | 91%                 | 304      | 271      | 33       | 89%      |
| FIBA Amèricas 1995 | Argentina                     | No participà |                       |        |          |         |      |                     |                     |                     |                     |          |          |          |          |
| Jocs Olímpics 1996 | Atlanta                       | Campiona     | Lenny Wilkens         | 8      | 8        | 0       | 100% | 103                 | 101                 | 2                   | 98%                 | 312      | 279      | 33       | 89%      |
| FIBA Amèricas 1997 | Uruguai                       | Campiona     | Morris McHone         | 9      | 8        | 1       | 89%  | 30                  | 26                  | 4                   | 87%                 | 321      | 287      | 34       | 89%      |
| Mundobàsquet 1998  | Grècia                        | Tercera      | Rudy Tomjanovich      | 9      | 7        | 2       | 78%  | 115                 | 92                  | 23                  | 80%                 | 330      | 294      | 36       | 89%      |
| FIBA Amèricas 1999 | Puerto Rico                   | Campiona     | Larry Brown           | 10     | 10       | 0       | 100% | 40                  | 36                  | 4                   | 90%                 | 340      | 304      | 36       | 89%      |
| Panamericà 1999    | Winnipeg                      | Subcampiona  | Morris McHone         | 5      | 4        | 1       | 80%  | 87                  | 79                  | 8                   | 91%                 | 345      | 308      | 37       | 89%      |
| Jocs Olímpics 2000 | Sydney                        | Campiona     | Rudy Tomjanovich      | 8      | 8        | 0       | 100% | 111                 | 109                 | 2                   | 98%                 | 353      | 316      | 37       | 90%      |
| FIBA Amèricas 2001 | Argentina                     | Desena       | ¿?                    | 4      | 0        | 4       | 0%   | 44                  | 36                  | 8                   | 82%                 | 357      | 316      | 41       | 89%      |
| Mundobàsquet 2002  | Estats Units                  | Sisena       | George Karl           | 9      | 6        | 3       | 67%  | 124                 | 98                  | 26                  | 79%                 | 366      | 322      | 44       | 88%      |
| Panamericà 2003    | Santo Domingo                 | Quarta       | Tom Izzo              | 5      | 2        | 3       | 40%  | 92                  | 81                  | 11                  | 88%                 | 371      | 324      | 47       | 87%      |
| FIBA Amèricas 2003 | Puerto Rico                   | Campiona     | Larry Brown           | 10     | 10       | 0       | 100% | 54                  | 46                  | 8                   | 85%                 | 381      | 334      | 47       | 88%      |
| Jocs Olímpics 2004 | Atenes                        | Tercera      | Larry Brown           | 8      | 5        | 3       | 63%  | 119                 | 114                 | 5                   | 96%                 | 389      | 339      | 50       | 87%      |
| FIBA Amèricas 2005 | República Dominicana          | Quarta       | Morris McHone         | 10     | 4        | 6       | 40%  | 64                  | 50                  | 14                  | 78%                 | 399      | 343      | 56       | 86%      |
| Mundobàsquet 2006  | Japó                          | Tercera      | Mike Krzyzewski       | 9      | 8        | 1       | 89%  | 133                 | 106                 | 27                  | 80%                 | 408      | 351      | 57       | 86%      |
| Panamericà 2007    | Rio de Janeiro                | Cinquena     | Jay Wright            | 5      | 3        | 2       | 60%  | 97                  | 84                  | 13                  | 87%                 | 413      | 354      | 59       | 86%      |
| FIBA Amèricas 2007 | Estats Units                  | Campiona     | Mike Krzyzewski       | 10     | 10       | 0       | 100% | 74                  | 60                  | 14                  | 81%                 | 423      | 364      | 59       | 86%      |
| Jocs Olímpics 2008 | Pequín                        | Campiona     | Mike Krzyzewski       | 8      | 8        | 0       | 100% | 127                 | 122                 | 5                   | 96%                 | 431      | 372      | 59       | 86%      |
| FIBA Amèricas 2009 | Puerto Rico                   | No participà |                       |        |          |         |      |                     |                     |                     |                     |          |          |          |          |
| Mundobàsquet 2010  | Turquia                       | Campiona     | Mike Krzyzewski       | 9      | 9        | 0       | 100% | 142                 | 115                 | 27                  | 81%                 | 440      | 381      | 59       | 87%      |
| Panamericà 2011    | Guadalajara                   | Tercera      | Nate Tibbetts         | 5      | 3        | 2       | 60%  | 102                 | 87                  | 15                  | 85%                 | 445      | 384      | 61       | 86%      |
| FIBA Amèricas 2011 | Argentina                     | No participà |                       |        |          |         |      |                     |                     |                     |                     |          |          |          |          |
| Jocs Olímpics 2012 | Londres                       | Campiona     | Mike Krzyzewski       | 8      | 8        | 0       | 100% | 135                 | 130                 | 5                   | 96%                 | 453      | 392      | 61       | 87%      |
| FIBA Amèricas 2013 | Veneçuela                     | No participà |                       |        |          |         |      |                     |                     |                     |                     |          |          |          |          |
| Mundobàsquet 2014  | Espanya                       | Campiona     | Mike Krzyzewski       | 9      | 9        | 0       | 100% | 151                 | 124                 | 27                  | 82%                 | 462      | 401      | 61       | 87%      |
| Panamericà 2015    | Toronto                       | Tercera      | Mark Few              | 5      | 3        | 2       | 60%  | 107                 | 90                  | 17                  | 84%                 | 467      | 404      | 63       | 87%      |
| FIBA Amèricas 2015 | Mèxic                         | No participà |                       |        |          |         |      |                     |                     |                     |                     |          |          |          |          |
| Jocs Olímpics 2016 | Rio de Janeiro                | Campiona     | Mike Krzyzewski       | 8      | 8        | 0       | 100% | 143                 | 138                 | 5                   | 97%                 | 475      | 412      | 63       | 87%      |
| FIBA Amèricas 2017 | Argentina, Colòmbia i Uruguai | Campiona     | Jeff van Grundy       | 5      | 5        | 0       | 100% | 79                  | 65                  | 14                  | 82%                 | 480      | 417      | 63       | 87%      |
| Mundobàsquet 2019  | Xina                          | Setena       | Greg Popovich         | 8      | 6        | 2       | 75%  | 159                 | 130                 | 29                  | 82%                 | 488      | 423      | 65       | 87%      |

## Resultats per rival
|                         | Jocs Olímpics | Mundobàsquet | Panamericano | FIBA Amèricas | Total  | %   |
| Alemanya                | 2-0           | 2-0          |              |               | 4-0    | 100 |
| Alemanya Occidental     | 1-0           | 1-0          |              |               | 2-0    | 100 |
| Algèria                 |               | 1-0          |              |               | 1-0    | 100 |
| Angola                  | 4-0           | 1-0          |              |               | 5-0    | 100 |
| Argentina               | 7-1           | 7-3          | 10-3         | 6-0           | 30-7   | 81  |
| Austràlia               | 8-0           | 7-0          |              |               | 15-0   | 100 |
| Bahames                 |               |              | 2-0          |               | 2-0    | 100 |
| Brasil                  | 9-0           | 8-4          | 13-4         | 3-1           | 33-9   | 79  |
| Bulgària                | 1-0           | 1-0          |              |               | 2-0    | 100 |
| Canadà                  | 5-0           | 7-0          | 5-1          | 6-0           | 23-1   | 96  |
| Colòmbia                |               | 1-0          | 1-0          |               | 2-0    | 100 |
| Corea del Sud           | 1-0           | 2-0          |              |               | 3-0    | 100 |
| Costa d'Ivori           |               | 1-0          |              |               | 1-0    | 100 |
| Croàcia                 | 3-0           | 1-0          |              |               | 4-0    | 100 |
| Cuba                    | 1-0           | 2-0          | 10-1         | 4-0           | 17-1   | 94  |
| Egipte                  | 4-0           | 1-0          |              |               | 5-0    | 100 |
| Equador                 |               |              | 1-0          |               | 1-0    | 100 |
| El Salvador             |               |              | 1-0          |               | 1-0    | 100 |
| Eslovènia               |               | 3-0          |              |               | 3-0    | 100 |
| Espanya                 | 12-0          | 5-2          |              |               | 17-2   | 89  |
| Estònia                 | 1-0           |              |              |               | 1-0    | 100 |
| Filipines               | 3-0           | 3-0          |              |               | 6-0    | 100 |
| Finlàndia               | 1-0           | 1-0          |              |               | 2-0    | 100 |
| França                  | 6-0           | 3-1          |              |               | 9-1    | 90  |
| Grècia                  | 2-0           | 4-1          |              |               | 6-1    | 86  |
| Hongria                 | 2-0           |              | 1-0          |               | 3-0    | 100 |
| Illes Verges Americanes |               |              | 3-0          | 1-0           | 4-0    | 100 |
| Iran                    |               | 1-0          |              |               | 1-0    | 100 |
| Israel                  |               | 1-0          |              |               | 1-0    | 100 |
| Itàlia                  | 6-0           | 5-2          |              |               | 11-2   | 85  |
| Iugoslàvia              | 7-0           | 4-5          |              |               | 11-5   | 69  |
| Japó                    | 3-0           | 1-0          |              |               | 4-0    | 100 |
| Lituània                | 6-1           | 2-1          |              |               | 8-2    | 80  |
| Mèxic                   | 2-0           | 3-0          | 8-1          | 1-0           | 14-1   | 93  |
| Nigèria                 |               | 1-0          |              |               | 1-0    | 100 |
| Nova Zelanda            | 1-0           | 2-0          |              |               | 3-0    | 100 |
| Panamà                  | 1-0           | 1-0          | 6-1          | 4-0           | 12-1   | 92  |
| Perú                    | 2-0           | 1-0          | 2-0          |               | 5-0    | 100 |
| Polònia                 |               | 2-0          |              |               | 2-0    | 100 |
| Puerto Rico             | 5-1           | 7-1          | 9-3          | 6-1           | 27-6   | 82  |
| República Àrab Unida    |               | 1-0          |              |               | 1-0    | 100 |
| República Dominicana    |               | 2-0          | 4-0          | 4-1           | 10-1   | 91  |
| Rússia                  | 1-0           | 4-1          |              |               | 5-1    | 83  |
| Senegal                 | 1-0           | 1-0          |              |               | 2-0    | 100 |
| Sèrbia                  | 2-0           | 1-1          |              |               | 3-1    | 75  |
| Suïssa                  | 1-0           |              |              |               | 1-0    | 100 |
| Surinam                 |               |              | 1-0          |               | 1-0    | 100 |
| Tailàndia               | 1-0           |              |              |               | 1-0    | 100 |
| Tunísia                 | 1-0           | 1-0          |              |               | 2-0    | 100 |
| Turquia                 |               | 3-0          |              |               | 3-0    | 100 |
| Txecoslovàquia          | 4-0           | 3-0          |              |               | 7-0    | 100 |
| Txèquia                 |               | 1-0          |              |               | 1-0    | 100 |
| Ucraïna                 |               | 1-0          |              |               | 1-0    | 100 |
| Unió Soviètica          | 6-2           | 4-4          |              |               | 10-6   | 63  |
| Uruguai                 | 6-0           | 3-0          | 5-2          | 3-0           | 17-2   | 89  |
| Veneçuela               | 1-0           |              | 5-0          | 3-1           | 9-1    | 90  |
| Xile                    | 1-0           | 2-0          | 1-0          |               | 4-0    | 100 |
| Xina                    | 6-0           | 5-0          |              |               | 11-0   | 100 |
| Xina-Taipei             |               | 3-0          |              |               | 3-0    | 100 |
| TOTALS                  | 138-5 (97%)   | 130-29 (82%) | 90-17 (84%)  | 65-14 (82%)   | 410-65 | 86  |
| ----------------------- | ------------- | ------------ | ------------ | ------------- | ------ | --- |

## Entrenadors[calcitació]
| Entrenador            | Victòries | Derrotes | %   | Detalls |
| --------------------- | --------- | -------- | --- | --- |
| Warren Womble         | 17        | 0        | 100 | Or als Jocs Olímpics 1952 i al Mundobàsquet 1954                                                                               |
| Bob Knight            | 17        | 0        | 100 | Or al Panamericano 1979 i als Jocs Olímpics 1984                                                                               |
| Chuck Daly            | 14        | 0        | 100 | Or al FIBA Amèricas i als Jocs Olímpics 1992                                                                                   |
| Marv Harshman         | 9         | 0        | 100 | Or al Panamericano 1975 |
| Omar Browning         | 8         | 0        | 100 | Or als Jocs Olímpics 1948 |
| NIgel Gall            | 8         | 0        | 100 | Or als Jocs Olímpics 1956 |
| Pete Newell           | 8         | 0        | 100 | Or als Jocs Olímpics 1960 |
| Jack Hartman          | 8         | 0        | 100 | Or al Panamericano 1983 |
| Don Nelson            | 8         | 0        | 100 | Or al Mundobàsquet 1994 |
| Lenny Wilkens         | 8         | 0        | 100 | Or als Jocs Olímpics 1996 |
| Rudy Tomjanovich      | 8         | 0        | 100 | Or als Jocs Olímpics 2000 |
| Dean Smith            | 7         | 0        | 100 | Or als Jocs Olímpics 1976 |
| John Longfellow       | 6         | 0        | 100 | Or al Panamericano 1951 |
| Fred Schaus           | 6         | 0        | 100 | Or al Panamericano 1959 |
| Jimmy Needles         | 5         | 0        | 100 | Or als Jocs Olímpics 1936 |
| Jeff van Grndy        | 5         | 0        | 100 | Or al FIBA Amèricas 2017 |
| Henry Iba             | 26        | 1        | 96  | Or als Jocs Olímpics 1964 i 1968 i plata als Jocs Olímpics 1972                                                                |
| Mike Krzyzewski       | 66        | 3        | 96  | Bronze als Mundobàsquets 1990 i 2006, or als de 2010 i 2014, or als Jocs Olímpics 2008, 2012 i 2016 i or al FIBA Amèricas 2007 |
| Bill Oates            | 9         | 1        | 90  | Cinqué al Mundobàsquet 1978 |
| Lute Olson            | 9         | 1        | 90  | Plata al Mundobàsquet 1986 |
| Larry Brown           | 25        | 3        | 89  | Or als FIBA Amèricas 1999 i 2003 i bronze als Jocs Olímpics 2004                                                               |
| John Thompson         | 7         | 1        | 88  | Bronze als Jocs Olímpics 1988                                                                                                  |
| Denny Crum            | 6         | 1        | 86  | Plata al Panamericano 1987 |
| Gene Keady            | 6         | 1        | 86  | Bronze al Panamericano 1991 |
| Gordon Carpenter      | 5         | 1        | 83  | Plata al Mundobàsquet 1950 |
| Hal Fischer           | 22        | 5        | 81  | Or al Panamericano 1967 i cinqué als Mundobàsquets 1967 i 1970                                                                 |
| Norman Pilgrim        | 4         | 1        | 80  | Or al Panamericano 1955 |
| Garland F. Pinholster | 12        | 3        | 80  | Or al Panamericano 1963 i quart al Mundobàsquet 1963                                                                           |
| Charles Bennett       | 7         | 2        | 78  | Plata al Mundobàsquet 1959 |
| Bob Weltlich          | 7         | 2        | 78  | Plata al Mundobàsquet 1982 |
| Rudy Tomjanovich      | 7         | 2        | 78  | Bronze al Mundobàsquet 1998 |
| Bobby Cremmins        | 6         | 2        | 75  | Plata al FIBA Amèricas 1989 |
| Greg Popovich         | 6         | 2        | 75  | Seté al Mundobàsquet 2019 |
| Mike Thibault         | 10        | 4        | 71  | Or al FIBA Amèricas 1993 i plata al Panamericano 1995                                                                          |
| Mo McHone             | 19        | 9        | 68  | Or al FIBA Amèricas 1997 i semifinalista al 2005 i plata al Panamericano 1999                                                  |
| George Karl           | 6         | 3        | 67  | Sisé al Mundobàsquet 2002 |
| Jim Gudger            | 2         | 1        | 67  | Seté al Panamericano 1971 |
| Gene Bartow           | 6         | 4        | 60  | Bronze al Mundobàsquet 1974 |
| Jay Wright            | 3         | 2        | 60  | Cinqué al Panamericano 2007 |
| Nate Tibbetts         | 3         | 2        | 60  | Bronze al Panamericano 2011 |
| Mark Few              | 3         | 2        | 60  | Bronze al Panamericano 2015 |
| Tom Izzo              | 2         | 3        | 40  | Quart al Panamericano 2003 |

## Jugadors[calcitació]
| Competició         | Seu                  | Lloc         | Entrenador            | 4                  | 5                | 6                  | 7                   | 8                  | 9                 | 10                 | 11                  | 12                   | 13                 | 14                | 15                  | 16              | 17              |
| ------------------ | -------------------- | ------------ | --------------------- | ------------------ | ---------------- | ------------------ | ------------------- | ------------------ | ----------------- | ------------------ | ------------------- | -------------------- | ------------------ | ----------------- | ------------------- | --------------- | --------------- |
| Jocs Olímpics 1936 | Berlin               | Campiona     | Jimmy Needles         | Sam Balter         | Ralph Bishop     | Joe Fortenberry    | Tex Gibbons         | Francis Johnson    | Carl Knowles      | Frank Lubin        | Art Mollner         | Donald Piper         | Jack Ragland       | Willard Schmidt   | Carl Shy            | Duane Swanson   | Bill Wheatley   |
| Jocs Olímpics 1948 | Londres              | Campiona     | Omar Browning         | Cliff Barker       | Don Barksdale    | Ralph Beard        | Lew Beck            | Vince Boryla       | Gordon Carpenter  | Alex Groza         | Wallace Jones       | Bob Kurland          | Ray Lumpp          | R.C. Pitts        | Jesse Renick        | Jackie Robinson | Kenny Rollins   |
| Mundobàsquet 1950  | Argentina            | Subcampiona  | Gordon Carpenter      | Eugene Fisher      | Bryce Heffley    | Tom Jaquet         | Dan Kahler          | John Langdon       | Les Metzger       | J.L. Parks         | Jimmy Reese         | Donald Slocum        | John Stanich       | Blake Williams    |                     |                 |                 |
| Panamericano 1951  | Buenos Aires         | Campiona     | John Longfellow       | Roger Adkins       | Richard Atha     | Richard Babcock    | Don Barksdale       | Richard Faszholz   | Bob Bilbert       | Tom Kern           | Gene Lambdin        | Keneth Leslie        | Ed Longfellow      | Cliff Murray      | Charles O'Neill     | James Powell    | Neil Turner     |
| Jocs Olímpics 1952 | Helsinki             | Campiona     | Warren Womble         | Ron Bontemps       | Marc Freiberger  | Wayne Glasgow      | Charlie Hoag        | Bill Hougland      | John Keller       | Dean Kelley        | Bob Kenney          | Bob Kurland          | Frank R. McCabe    | Bill Lienhard     | Clyde Lovellette    | Dan Pippin      | Howie Williams  |
| Mundobàsquet 1954  | Brasil               | Campiona     | Warren Womble         | B.H. Born          | Richard Gott     | Forrest Hamilton   | Bill Johnson        | Allen Kelley       | Kirby Minter      | Don Penwell        | Dick Retherford     | Kendall Sheets       | Ed Solomon         | Joe Stratton      |                     |                 |                 |
| Panamericano 1955  | Mèxic                | Campiona     | Norman Pilgrim        | Donald Byrd        | Ron Faulkner     | Jim Hoverder       | Dean Kelley         | Bob Kenney         | Rob LeBuhn        | Kenneth Leslie     | Locke Olson         | Jim Paxson           | James Poole        | Paul Rundell      | Cecil Silas         | Win Wilfong     | Robert Williams |
| Jocs Olímpics 1956 | Melbourne            | Campiona     | Nigel Gall            | Carl Cain          | Bill Hougland    | K.C. Jones         | Bill Russell        | Jim Walsh          | William Evans     | Burdette Haldorson | Ron Tomsic          | Richard Boushka      | Gilbert Ford       | Robert Jeangerard | Chuck Darling       |                 |                 |
| Mundobàsquet 1959  | Xile                 | Subcampiona  | Charles Bennett       | Richard Baker      | James Coshow     | Henry d'Antonio    | Robert Hodges       | Robert Jeangerard  | Henry McDonald    | John Miller        | Ronald Olsen        | Virgili Riley        | Jerry Vayda        | Richard Welsh     | Edward White        |                 |                 |
| Panamericano 1959  | Chicago              | Campiona     | Fred Schaus           | Jack Adams         | George Bon Salle | Bob Boozer         | Richard Boushka     | Leo Byrd           | William Evans     | Don Goldstein      | Burdie Haldorson    | Robert Jeangerard    | Oscar Robertson    | Adrian Smith      | Daniel Swartz       | Gary Thompson   | Jerome West     |
| Jocs Olímpics 1960 | Roma                 | Campiona     | Pete Newell           | Jay Arnette        | Walt Bellamy     | Bob Boozer         | Terry Dischinger    | Burdette Haldorson | Darrall Imhoff    | Allen Kelly        | Lester Lane         | Jerry Lucas          | Oscar Robertson    | Adrian Smith      | Jerry West          |                 |                 |
| Panamericano 1963  | Sao Paulo            | Campiona     | Garland F. Pinholster | Pete McCafffrey    | Mel Peterson     | Willis Reed        | Mel Gibson          | Bunk Adams         | Jerry Shipp       | Lucious Jackson    | Charlie Bowerman    | Walt Torrence        | Vinnie Ernst       | Ed Smallwood      | Don Kojis           |                 |                 |
| Mundobàsquet 1963  | Brasil               | Quarta       | Garland F. Pinholster |                    |                  |                    |                     |                    |                   |                    |                     |                      |                    |                   |                     |                 |                 |
| Jocs Olímpics 1964 | Tokio                | Campiona     | Henry Iba             | Jim Barnes         | Bill Bradley     | Larry Brown        | Joe Caldwell        | Mel Counts         | Dick Davies       | Walt Hazzard       | Lucious Jackson     | Pete McCaffrey       | Jeff Mullins       | Jerry Shipp       | George Wilson       |                 |                 |
| Mundobàsquet 1967  | Uruguai              | Cinquena     | Hal Fischer           | Stan McKenzie      | Vern Benson      | Darius Cunningham  | John Clawson        | Jay Miller         | Mike Silliman     | Charles Paulk      | Mike Barrett        | Darel Carrier        | Al Tucker          | Kendal Rhine      | Jim Williams        |                 |                 |
| Panamericano 1967  | Winnipeg             | Campiona     | Hal Fischer           | Ray Carey          | James Carrier    | John Clawson       | Sonny Dove          | Calvin Fowler      | Henry Logan       | Kendall Rhine      | Michael Silliman    | Stephen Sullivan     | Westley Unseld     | Joseph White      | Jim Williams        |                 |                 |
| Jocs Olímpics 1968 | Mèxic                | Campiona     | Henry Iba             | Mike Barrett       | John Clawson     | Don Dee            | Calvin Fowler       | Spencer Haywood    | Bill Hosket Jr.   | James King         | Glynn Saulters      | Charlie Scott        | Mike Silliman      | Ken Spain         | Jo Jo White         |                 |                 |
| Mundobàsquet 1970  | Iugoslàvia           | Cinquena     | Hal Fischer           | Tal Brody          | Bill Walton      | Kenny Washington   | Brad Luchini        | Mike Silliman      | Bob Wolfe         | Jim Williams       | Art Wilmore         | Darnel Hillman       | Stan Isaac         | Bruce McDonald    | Garfield Smith      |                 |                 |
| Panamericano 1971  | Cali                 | Setena       | Jim Gudger            |                    |                  |                    |                     |                    |                   |                    |                     |                      |                    |                   |                     |                 |                 |
| Jocs Olímpics 1972 | Munich               | Subcampiona  | Henry Iba             | Kenneth Davis      | Doug Collins     | Tom Henderson      | Mike Bantom         | Bobby Jones        | Dwight Jones      | James Forbes       | Jim Brewer          | Tommy Burleson       | Charles McMillen   | Kevin Joyce       | Ed Ratleff          |                 |                 |
| Mundobàsquet 1974  | Puerto Rico          | Tercera      | Gene Bartow           | John Lucas II      | Tom Boswell      | Joe Meriweather    | Rick Schmidt        | Rich Kelley        | Quinn Buckner     | Myron Wilkins      | Steve Grote         | Luther Burden        | Frank Oleynick     | Gene Short        | Gus Gerard          |                 |                 |
| Panamericano 1975  | Mèxic                | Campiona     | Marv Harshman         | Johny Davis        | Otis Birdsong    | Phillip Bond       | Bruce Parkinson     | Joseph Hassett     | Ernie Grunfeld    | Leon Douglas       | Norman Cook         | Rick Robey           | Tom LaGarde        | Tree Rollins      | Robert Parish       |                 |                 |
| Jocs Olímpics 1976 | Montreal             | Campiona     | Dean Smith            | Phil Ford          | Steve Sheppard   | Adrian Dantley     | Walter Davis        | Quinn Buckner      | Ernie Grunfeld    | Kenny Carr         | Scott May           | Tate Armstrong       | Tom LaGarde        | Phil Hubbard      | Mitch Kupchak       |                 |                 |
| Mundobàsquet 1978  | Filipines            | Cinquena     | Bill Oates            | Brad Hoffman       | Derrick Jackson  | Eugene E. Parker   | Marvin Delph        | Wayne Smith        | Tim Hall          | Ralph Drollinger   | Thomas Schneeberger | Mike Jackson         |                    | Ernst Wansley     | Irv Kiffin          |                 |                 |
| Panamericano 1979  | San Juan             | Campiona     | Bob Knight            | Dick Miller        | Michael O'Kronen | Sam Clancy         | Ray Tolbert         | John Duren         | Daniel Vranes     | Kyle Macy          | Kevin McHale        | Isiah Thomas         | Ralph Sampson      | Ronnie Lester     | Michael Woodson     | Michael Brooks  |                 |
| FIBA Amèricas 1980 | Puerto Rico          | No participà |                       |                    |                  |                    |                     |                    |                   |                    |                     |                      |                    |                   |                     |                 |                 |
| Jocs Olímpics 1980 | Moscou               | No participà |                       |                    |                  |                    |                     |                    |                   |                    |                     |                      |                    |                   |                     |                 |                 |
| Mundobàsquet 1982  | Colòmbia             | Subcampiona  | Bob Weltlich          | Antoine Carr       | Jeff Turner      | Earl Jones         | Ted Kitchel         | Joe Kleine         | John Pinone       | Fred Reynolds      | Doc Rivers          | Jon Sundvold         | Jim Thomas         | Mark West         | Mitchell Wiggins    |                 |                 |
| Panamericano 1983  | Caracas              | Campiona     | Jack Hartman          | Michael Cage       | Michael Jordan   | Jim Master         | Chris Mullin        | Sam Perkins        | Edward Pinckney   | William Price      | Fred Reynolds       | Charles Sitton       | Gregory Stokes     | Wayman Tisdale    | Osie Wood           |                 |                 |
| FIBA Amèricas 1984 | Brasil               | No participà |                       |                    |                  |                    |                     |                    |                   |                    |                     |                      |                    |                   |                     |                 |                 |
| Jocs Olímpics 1984 | Los Angeles          | Campiona     | Bob Knight            | Steve Alford       | Jeff Turner      | Patrick Ewing      | Vern Fleming        | Alvin Robertson    | Michael Jordan    | Joe Kleine         | Jon Koncak          | Chris Mullin         | Wayman Tisdale     | Sam Perkins       | Leon Wood           |                 |                 |
| Mundobàsquet 1986  | Espanya              | Campiona     | Lute Olson            | Tommy Amaker       | Muggsy Bogues    | Sean Elliot        | Armen Gilliam       | Tom Hammonds       | Steve Kerr        | Derrick McKey      | David Robinson      | Rony Seikaly         | Brian Shaw         | Charles Smith     | Kenny Smith         |                 |                 |
| Panamericano 1987  | Indianàpolis         | Subcampiona  | Denny Crum            | Jonathan Smart     | Pooh Richardson  | Jeffrey Lebo       | Richy Berry         | Fennis Dembo       | Jerome Lane       | Willie Anderson    | Rex Chapman         | Pervis Ellison       | Daniel Manning     | Dean Garret       | David Robinson      |                 |                 |
| FIBA Amèricas 1988 | Uruguai              | No participà |                       |                    |                  |                    |                     |                    |                   |                    |                     |                      |                    |                   |                     |                 |                 |
| Jocs Olímpics 1988 | Seül                 | Tercera      | John Thompson         | Mitch Richmond     | Charles Smith IV | Bimbo Coles        | Hersey Hawkins      | Jeff Grayer        | Charles D. Smith  | Willie Anderson    | Stacey Augmon       | Dan Majerle          | Danny Manning      | J.R. Reid         | David Robinson      |                 |                 |
| FIBA Amèricas 1989 | Mèxic                | Subcampiona  | Bobby Cremins         |                    |                  |                    |                     |                    |                   |                    |                     |                      |                    |                   |                     |                 |                 |
| Mundobàsquet 1990  | Argentina            | Tercera      | Mike Krzyzewski       | Doug Smith         | Mark Randall     | Lee Mayberry       | Henry Williams      | Chris Smith        | Kenny Anderson    | Bryant Stith       | Todd Day            | Chris Gatling        | Christian Laettner | Billy Owens       | Alonzo Mourning     |                 |                 |
| Panamericano 1991  | La Havana            | Tercera      | Gene Keady            | Anthony Bennett    | Terry Dehere     | Thomas Hill        | The Wizard Williams | James Jackson      | Tracy Murray      | Adam Keefe         | Grant Hill          | Clarence Wathersponn | Christian Laettner | Eric Montross     | Michael Peplowki    |                 |                 |
| FIBA Amèricas 1992 | Estats Units         | Campiona     | Chuck Daly            |                    |                  |                    |                     |                    |                   |                    |                     |                      |                    |                   |                     |                 |                 |
| Jocs Olímpics 1992 | Barcelona            | Campiona     | Chuck Daly            | Christian Laettner | David Robinson   | Patrick Ewing      | Larry Bird          | Scottie Pippen     | Michael Jordan    | Clyde Drexler      | Karl Malone         | John Stockton        | Chris Mullin       | Charles Barkley   | Magic Johnson       |                 |                 |
| FIBA Amèricas 1993 | Puerto Rico          | Campiona     | Mike Thibault         |                    |                  |                    |                     |                    |                   |                    |                     |                      |                    |                   |                     |                 |                 |
| Mundobàsquet 1994  | Canadà               | Campiona     | Don Nelson            | Joe Dumars         | Mark Price       | Derrick Coleman    | Shawn Kemp          | Steve Smith        | Dan Majerle       | Reggie Miller      | Kevin Johnson       | Dominique Wilkins    | Shaquille O'Neal   | Alonzo Mourning   | Larry Johnson       |                 |                 |
| Panamericano 1995  | Mar del Plata        | Subcampiona  | Mike Thibault         | Kelsey Weems       | A.J. Wynder      | Sean Gay           | Carl Thomas         | Rumeal Robinson    | Brian Davis       | John Jamerson      | Larry Lewis         | Erik Martin          | Chuckie White      | Michael Williams  | Scott Paddock       |                 |                 |
| FIBA Amèricas 1995 | Argentina            | No participà |                       |                    |                  |                    |                     |                    |                   |                    |                     |                      |                    |                   |                     |                 |                 |
| Jocs Olímpics 1996 | Atlanta              | Campiona     | Lenny Wilkens         | Charles Barkley    | Grant Hill       | Penny Hardaway     | David Robinson      | Scottie Pippen     | Mitch Richmond    | Reggie Miller      | Karl Malone         | John Stockton        | Shaquille O'Neal   | Gary Payton       | Hakeem Olajuwon     |                 |                 |
| FIBA Amèricas 1997 | Uruguai              | Campiona     | Morris McHone         |                    |                  |                    |                     |                    |                   |                    |                     |                      |                    |                   |                     |                 |                 |
| Mundobàsquet 1998  | Grècia               | Tercera      | Rudy Tomjanovich      | Trajan Langdon     | Michael Hawkins  | Kiwane Garris      | Jason Sasser        | Jimmy King         | Bill Edwards      | Jimmy Oliver       | Wendell Alexis      | Gerard King          | David Wood         | Ashraf Amaya      | Brad Miller         |                 |                 |
| FIBA Amèricas 1999 | Puerto Rico          | Campiona     | Larry Brown           |                    |                  |                    |                     |                    |                   |                    |                     |                      |                    |                   |                     |                 |                 |
| Panamericano 1999  | Winnipeg             | Subcampiona  | Morris McHone         | Damon Bailey       | Steven Hawkins   | Emmanuel Blackwell | Carl Thomas         | Matthew Steigenga  | Kermit Holmes     | Travis Williams    | James Martin        | Mikki Moore          | Byron Houston      | Douglas Smith     | Todd Lindeman       |                 |                 |
| Jocs Olímpics 2000 | Sydney               | Campiona     | Rudy Tomjanovich      | Steve Smith        | Jason Kidd       | Allan Houston      | Alonzo Mourning     | Tim Hardaway       | Vince Carter      | Kevin Garnett      | Vin Baker           | Ray Allen            | Antonio McDyess    | Gary Payton       | Shareef Abdur-Rahim |                 |                 |
| FIBA Amèricas 2001 | Argentina            | Desena       | ¿?                    |                    |                  |                    |                     |                    |                   |                    |                     |                      |                    |                   |                     |                 |                 |
| Mundobàsquet 2002  | Estats Units         | Sisena       | George Karl           | Michael Finley     | Baaron Davis     | Antre Miller       | Jermaine O'Neal     | Antonio Davis      | Paul Pierce       | Reggie Miller      | Shawn Marion        | Jay Williams         | Ben Wallace        | Elton Brand       | Raef LaFrentz       |                 |                 |
| Panamericano 2003  | Santo Domingo        | Quarta       | Tom Izzo              |                    |                  |                    |                     |                    |                   |                    |                     |                      |                    |                   |                     |                 |                 |
| FIBA Amèricas 2003 | Puerto Rico          | Campiona     | Larry Brown           | Allen Iverson      | Jason Kidd       | Tracy McGrady      | Jermaine O'Neal     | Vince Carter       | Nicholas Collison | Michael Bibby      | Kenyon Martin       | Ray Allen            | Tim Duncan         | Elton Brand       | Richard Jefferson   |                 |                 |
| Jocs Olímpics 2004 | Atenes               | Tercera      | Larry Brown           | Allen Iverson      | Stephon Marbury  | Dwyane Wade        | Carlos Boozer       | Carmelo Anthony    | LeBron James      | Emeka Okafor       | Shawn Marion        | Amar'e Stoudemire    | Tim Duncan         | Lamar Odom        | Richard Jefferson   |                 |                 |
| FIBA Amèricas 2005 | República Dominicana | Quarta       | Morris McHone         |                    |                  |                    |                     |                    |                   |                    |                     |                      |                    |                   |                     |                 |                 |
| Mundobàsquet 2006  | Japó                 | Tercera      | Mike Krzyzewski       | Joe Johnson        | Kirk Hinrich     | LeBron James       | Antawn Jamison      | Shane Battier      | Dwyane Wade       | Chris Paul         | Chris Bosh          | Dwight Howard        | Brad Miller        | Elton Brand       | Carmelo Anthony     |                 |                 |
| Panamericano 2007  | Rio de Janeiro       | Cinquena     | Jay Wright            |                    |                  |                    |                     |                    |                   |                    |                     |                      |                    |                   |                     |                 |                 |
| FIBA Amèricas 2007 | Estats Units         | Campiona     | Mike Krzyzewski       | Chauncey Billups   | Jason Kidd       | LeBron James       | Deron Williams      | Michael Redd       | Tayshaun Prince   | Kobe Bryant        | Dwight Howard       | Amar'e Stoudemire    | Michael Miller     | Tyson Chandler    | Carmelo Anthony     |                 |                 |
| Jocs Olímpics 2008 | Pequín               | Campiona     | Mike Krzyzewski       | Carlos Boozer      | Jason Kidd       | LeBron James       | Deron Williams      | Michael Redd       | Dwyane Wade       | Kobe Bryant        | Dwight Howard       | Chris Bosh           | Chris Paul         | Amar'e Stoudemire | Carmelo Anthony     |                 |                 |
| FIBA Amèricas 2009 | Puerto Rico          | No participà |                       |                    |                  |                    |                     |                    |                   |                    |                     |                      |                    |                   |                     |                 |                 |
| Mundobàsquet 2010  | Turquia              | Campiona     | Mike Krzyzewski       | Chauncey Billups   | Kevin Durant     | Derrick Rose       | Russell Westbrook   | Rudy Gay           | Andre Iguodala    | Danny Granger      | Stephen Curry       | Eric Gordon          | Kevin Love         | Lamar Odom        | Tyson Chandler      |                 |                 |
| Panamericano 2011  | Guadalajara          | Tercera      | Nate Tibbetts         | Blake Ahearn       | Justin Dentmon   | Jerome Dyson       | Moses Ehambe        | Donald Sloan       | Renaldo Major     | Curtis Sumpter     | Leo Lyons           | Lance Thomas         | Marcus Lewis       | Brian Butch       | Gregory Stiemsma    |                 |                 |
| FIBA Amèricas 2011 | Argentina            | No participà |                       |                    |                  |                    |                     |                    |                   |                    |                     |                      |                    |                   |                     |                 |                 |
| Jocs Olímpics 2012 | Londres              | Campiona     | Mike Krzyzewski       | Tyson Chandler     | Kevin Durant     | LeBron James       | Russell Westbrook   | Deron Williams     | Andre Iguodala    | Kobe Bryant        | Kevin Love          | James Harden         | Chris Paul         | Anthony Davis     | Carmelo Anthony     |                 |                 |
| FIBA Amèricas 2013 | Veneçuela            | No participà |                       |                    |                  |                    |                     |                    |                   |                    |                     |                      |                    |                   |                     |                 |                 |
| Mundobàsquet 2014  | Espanya              | Campiona     | Mike Krzyzewski       | Stephen Curry      | Klay Thompson    | Derrick Rose       | Kenneth Faried      | Rudy Gay           | DeMar DeRozan     | Kyrie Irving       | Mason Plumlee       | DeMarcus Cousins     | James Harden       | Anthony Davis     | Andre Drummond      |                 |                 |
| Panamericano 2015  | Toronto              | Tercera      | Mark Few              |                    |                  |                    |                     |                    |                   |                    |                     |                      |                    |                   |                     |                 |                 |
| FIBA Amèricas 2015 | Mèxic                | No participà |                       |                    |                  |                    |                     |                    |                   |                    |                     |                      |                    |                   |                     |                 |                 |
| Jocs Olímpics 2016 | Rio de Janeiro       | Campiona     | Mike Krzyzewski       | Jimmy Butler       | Kevin Durant     | DeAndre Jordan     | Kyle Lowry          | Harrison Barnes    | DeMar DeRozan     | Kyle Irving        | Klay Thompson       | DeMarcus Cousins     | Paul George        | Draymond Green    | Carmelo Anthony     |                 |                 |
| Panamericano 2019  | Lima                 | Tercera      | Ed Cooley             | Collin Gillespie   | Andre Reeves     | Ty-Shon Alexander  | Myles Cale          | David Duke         | Mustapha Heron    | Jermaine Samuels   | Myles Powell        | Alpha Diallo         | Tyler Wideman      | Junathaen Watson  | Geoffrey Groselle   |                 |                 |
| Mundobàsquet 2019  | Xina                 | Setena       | Greg Popovich         | Derrick White      | Donovan Mitchell | Joe Harris         | Marcus Smart        | Harrison Barnes    | Jaylen Brown      | Jayson Tatum       | Mason Plumlee       | Myles Turner         | Brook López        | Khris Middleton   | Kemba Walker        |                 |                 |